# جشنواره فیلم تلیوراید
جشنواره فیلم تلیوراید (انگلیسی: Telluride Film Festival) نام یک جشنوارهٔ سینمایی است که هر سال در ماه سپتامبر و در تعطیلات روز کار و کارگر برپا می‌شود.
این جشنواره نخستین بار در سال ۱۹۷۴ میلادی برگزار شد و متولیِ برگزاریِ آن «شورای هنر و علوم انسانی» شهر «تلیوراید» است.